# バッドガイ 反抗期の中年男
『バッドガイ 反抗期の中年男』（バッドガイはんこうきのちゅうねんおとこ、Bad Words）は2013年に公開されたアメリカ合衆国のコメディ映画である。監督・主演はジェイソン・ベイトマンが務めた。本作はベイトマンの監督デビュー作である。
本作は日本国内で劇場公開されなかったが、2014年12月29日にDVDが発売された。

## ストーリー
40歳のガイ・トリルビーはゴールデン・クイル・スペリング・ビーの参加者資格の規定に抜け穴を発見した。規定には「参加者は8年生を卒業していないこと」とあったが、トリルビーはミドル・スクールを中退していたために参加資格を有していたのである。参加資格があると強硬に主張するトリルビーに大会側は呆れ果てたが、資格を有している人間を参加させないわけにもいかなかった。トリルビーは地方予選を難なく突破し、全国大会に出場することになったが、参加している子供たちとその保護者たちは彼に冷ややかな視線を向けていた。しかし、ただ一人トリルビーに声援を送っていた人物がいた。ジャーナリストのジェニー・ウィジョンである。ウィジョンはトリルビーの試みをネタにしてノンフィクションを執筆する腹積もりでいた。対戦中、トリルビーは10歳の少年、チャイタニヤと親しくなっていた。全国大会が開催されるロサンゼルスに到着したトリルビーは、大会の責任者であるバーニス・ディーガン博士に挨拶しに行ったが、博士はトリルビーの奇行に憤慨しており、彼とウィジョンは安いモーテルに宿泊させられる羽目になった。チャイタニヤも同じモーテルに宿泊していたため、トリルビーは彼を連れて夜の街へと繰出した。トリルビーはチャイタニヤの前で飲酒したり売春婦といちゃついたりするなど、自由奔放に振る舞った。大人の振るまいとしては失格としか言いようがないものだったが、トリルビーとチャイタニヤの絆は深まっていくのだった。
大会中、トリルビーは子供たちが集中できないように故意におちゃらけた振る舞いを連発した。挙げ句の果てには「君のお母さんとベッドで楽しく遊んだ」などと子供に言い放つ始末であった。怒り狂ったディーガン博士は問題に手を加えた。その結果、トリルビーには極めて難しい単語ばかりが出題されたが、彼はそれをすらすらと解答して見せた。会場の人々は余りに大人げないトリルビーに激怒していたが、逆に感動した人も少なからずいた。保護者たちはトリルビーの失格を大会側に求めたが、大会側はその要求に応じようとしなかった。トリルビーの大活躍を不審に思ったウィジョンが彼の素性を調べたところ、彼は大会の創設者（ウィリアム・ボウマン博士）の息子であった。ウィジョンがそれを問いただしたところ、トリルビーは「俺がこの大会に出場したのは、幼少時に俺と母さんを見捨てた親父への復讐でもある」と明かした。決勝戦直前、トリルビーはチャイタニヤの父親が「トリルビーと親しくなれば、彼はお前を勝たせてくれるかもしれん」と語っているのを耳にした。チャイタニヤの言い分も聞かず、トリルビーは彼との絶交を宣言した。怒りが収まらないトリルビーはチャイタニヤが勉強に使う参考書を焼いた。チャイタニヤはそれに応戦するべく、「不審な男（トリルビー）が少女を誘拐しようとしている」とロサンゼルス市警察に通報した。
そうこうしているうちに、決勝戦はトリルビーとチャイタニヤの戦いとなった。父親への復讐を果たしたトリルビーはチャイタニヤに勝利を譲ろうとしたが、チャイタニヤはトリルビーとの真剣勝負を望むのだった。

## キャスト
- ジェイソン・ベイトマン - ガイ・トリルビー（吹替：大川透）
- アリソン・ジャニー - バーニス・ディーガン博士（吹替：宮寺智子）
- キャスリン・ハーン - ジェニー・ウィジョン（吹替：佐古真弓）
- ローハン・チャンド - チャイタニヤ・チョプラ（吹替：半場友恵）
- レイチェル・ハリス - 母親
- ベン・ファルコーン - ピート・フォーラー
- ジュディス・ホーグ - ペタル・デュボア
- ベス・グラント - アイリーン
- フィリップ・ベイカー・ホール - ウィリアム・ボウマン博士（吹替：佐々木敏）
- パトリシア・ベルチャー - イングリッド
- アンジャル・ニガム - スリラム
- マイケル・パトリック・マッギル - 父親
- ボブ・スティーブンソン - ビル・マーホフ
- スティーヴ・ウィッティング - 監視員
- グレッグ・クロマー - ジェレミー
- イーサン・ディゾン - リッキー・アーヴィン

## 製作
アンドリュー・ドッジが執筆した本作の脚本は2011年のブラックリスト入りしていた。その頃、ジェイソン・ベイトマンは20年来の悲願であった監督業への進出を果たすべく、エージェントと一緒に良質の脚本を探し求めていた。そんな彼の元にも本作の脚本が届けられていた。熟慮の末、ベイトマンはドッジの脚本を監督デビュー作に選んだ。その後、ベイトマンとドッジは脚本のリライト作業に取りかかり、ブラックユーモアが行きすぎている箇所を修正した。当初、本作の舞台はスクリップス・ナショナル・スペリング・ビーになる予定だったが、名称を使用する権利の獲得交渉が不首尾に終わる可能性が高かったため、架空のスペリング・ビーの大会を舞台にすることになった。
ベイトマンは監督業に専念する予定だったが、主演男優の選定が難航したため、急遽主演も兼任することとなった。初監督作ということもあって、ベイトマンは友人であるアリソン・ジャニーとキャスリン・ハーン、憧れの俳優であったフィリップ・ベイカー・ホールを起用することにした。チャイタニヤを演じる子役のオーディションはビデオ審査で行われ、ベイトマンとのSkype面談を経て、ローハン・チャンドが起用されることになった。子役としても活動していたベイトマンは、本作を演出するにあたってその経験を十分に活かし、チャンドがヌードシーンや下ネタを見聞きすることがないようにしたのだという。
本作の主要撮影はロサンゼルスで29日間にわたって行われた。その際、撮影監督のケン・セングは『パンチドランク・ラブ』のダークな雰囲気を意識しながら撮影を行っていた。

## 公開・興行収入
2013年9月6日、本作はスペシャル・プレゼンテーションに出品されていた第38回トロント国際映画祭でプレミアを迎えた。その直後、フォーカス・フィーチャーズが本作の全世界配給権を約700万ドルで購入したと発表した。当初、本作は2014年3月21日に全米公開される予定だったが、後に公開日が同年3月14日に前倒しされた。
2014年3月14日、本作は全米6館で限定公開され、公開初週末に11万3301ドル（1館当たり1万8884ドル）を稼ぎ出し、週末興行収入ランキング初登場34位となった。28日、本作は全米842館に公開規模が拡大され、週末に256万ドルを稼ぎ出し、週末興行収入ランキング13位となった。

## 評価
本作は批評家から好意的に評価されている。映画批評集積サイトのRotten Tomatoesには127件のレビューがあり、批評家支持率は66%、平均点は10点満点で6.1点となっている。サイト側による批評家の見解の要約は「きわどい面白さと愉快な不道徳性がある。『バッドガイ 反抗期の中年男』でジェイソン・ベイトマンはキャリアベストの演技を披露しており、監督としても才能があることを証明している。」となっている。また、Metacriticには36件のレビューがあり、加重平均値は57/100となっている。